# Родзевич Сергій Іванович
Сергі́й Іва́нович Родзе́вич (1888–1942) — український літературознавець, критик і педагог.
Народився у Лодзі. Закінчив Київський університет (1913) і викладав у середніх школах Києва, з 1933 року працював на кафедрі історії зарубіжних літератур Київського університету, з 1935 року — професор.
Статті і дослідження про західноєвропейських письменників (Р. Роллан, А. Франс, Л. Арагон), передмови до українських перекладів світової класики (В. Шекспір, Д. Дідро, Вольтер, Г. Флобера).
Розвідки з шевченкознавства: «Сюжет і стиль у ранніх поемах Шевченка» (1927), «Романтизм і реалізм у ранніх творах Шевченка» (1939).